# Златни лептир
Златни лептир (тур. Altın Kelebek) је најбитнија годишња телевијска и музичка турска награда коју у Турској додељује најпопуларнији дневни лист "Хуријет" на турском језику. Позната је као турски Оскар.
Прва церемонија додела награда одржана је 1973. године, а прошле године у децембру је била одржана по реду 45. церемонија.